# Дује Дукан
Дује Дукан (Сплит, 4. децембар 1991) је хрватско-амерички кошаркаш. Игра на позицији крилног центра.